# Stein unter Steinen
Stein unter Steinen ist ein deutscher Stummfilm aus dem Jahre 1917 von Felix Basch nach einer Vorlage von Hermann Sudermann.

## Handlung
Der talentierte Steinmetzlehrling Jakob Biegler erschlägt im Jähzorn seinen Hauswirt und muss dafür die kommenden fünf Jahre ins Gefängnis. Als er wieder auf freien Fuß gesetzt wird, hat Biegler große Mühe, Beschäftigung zu finden. Schließlich zeigt sich der gutmütige Steinmetzmeister Zarncke bereit, ihm einen Posten als Nachtwächter zu verschaffen. Der schwere Weg Bieglers vom Zuchthaus zurück ins bürgerliche Leben findet seinen krönenden Abschluss im Aufeinandertreffen mit der Kellnerin Lore Eichhorn, die ihm in Momenten der Verzweiflung eine große Stütze ist.

## Produktionsnotizen
Der im Union-Atelier in Berlin-Tempelhof hergestellte Film besaß ein Vorspiel und drei Akte. Nach dem Passieren der Filmzensur im Dezember 1916 wurde ein Jugendverbot verhängt. Im darauf folgenden Monat erfolgte die Uraufführung. In Österreich kam Stein unter Steinen ebenfalls 1917 in die Kinos. Dort hatte er eine Länge von rund 1200 Metern.
- Filmmusik:

Im Kinematograph Nr. 529 erschien 1917 die Musikaufstellung, die Kapellmeister Alexander Schirmann für den Film verfasst hatte, abgedruckt.

## Kritik
In Paimann’s Filmlisten ist zu lesen: „Stoff sehr dramatisch und ebenso wie Spiel und Photos prima. Schluß schwächer.“
Hermann Sudermann ließ sich am 21. Dezember 1916 den Film zeigen und notierte darüber noch am selben Abend in sein Tagebuch:

„Biegler so hundeelend dass [ich] mitten in der Vorführung wütend aufspringe und herumtobe - ein Herr Bildt, der vor 8 Jahren die Rolle im Schiller-Theater gespielt hat und den [ich] nie gesehen habe - weiteres Ansehen eine Qual, darum gehe [ich] fort."“